# Вейсман, Шон
Шон Залман Вейсман (ивр. שון וייסמן‎, англ. Shon Zalman Weissman; род. 14 февраля 1996, Хайфа, Израиль) — израильский футболист, нападающий клуба «Гранада» и сборной Израиля.

## Клубная карьера
Вейсман начинал карьеру в клубе «Маккаби» (Хайфа), однако 3 сезона провёл в арендах в других израильских клубах.
Летом 2019 года перешёл в австрийский клуб «Вольфсберг», за который за сезон забил 30 голов.
31 августа 2020 года подписал контракт с испанским клубом «Реал Вальядолид».

## Международная карьера
Ранее выступал за юношеские и молодёжные сборные Израиля. С 2019 года — игрок национальной сборной.

## Достижения
- Лучший бомбардир чемпионата Австрии по футболу: 2019/20